# Viktor Dallmer

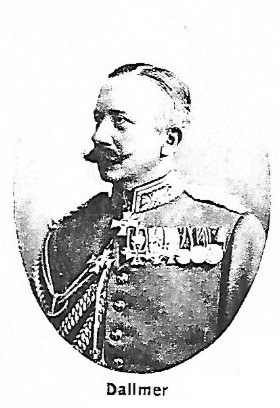
Oberst Dallmer

Viktor Friedrich Adolf Dallmer (* 25. Juli 1852 in Beinsdorf, Kreis Rothenburg (Oberlausitz); † 22. Januar 1936 in Baudach bei Crossen an der Oder) war ein preußischer General der Infanterie.

## Leben
Dallmer war der Sohn eines preußischen Hauptmanns und einer geborenen von Loeben.
Aus dem Kadettenkorps kommend wurde Dallmer am 7. April 1870 als Sekondeleutnant dem 5. Brandenburgischen Infanterie-Regiment Nr. 48 der Preußischen Armee überweisen. Mit dem Regiment nahm er im gleichen Jahr am Krieg gegen Frankreich teil und wurde im Gefecht bei Mazangé leicht verwundet. Für seine Leistungen während des Krieges erhielt Dallmer das Eiserne Kreuz II. Klasse.
Vom 21. November 1872 bis zum 30. September 1875 war er als Bataillonsadjutant tätig und absolvierte anschließend für drei Jahre die Kriegsakademie. Zwischenzeitlich zum Premierleutnant befördert, fungierte Dallmer ab 17. August 1880 als Regimentsadjutant. Am 13. Februar 1883 folgte seine Versetzung als Adjutant zur 36. Infanterie-Brigade nach Rendsburg.
Am 14. August 1884 wurde er Hauptmann.  Am 17. November 1891 wurde er Major und am 25. Mai 1898 zum Oberstleutnant befördert. Am 22. Juli 1900 wurde er zum Oberst und Kommandeur des Infanterie-Regiments „Prinz Friedrich der Niederlande“ (2. Westfälisches) Nr. 15 in Minden ernannt. Am 24. April 1904 wurde er zum Generalmajor befördert und übernahm das Kommando über die 20. Infanterie-Brigade. Am 14. April 1907 wurde er unter Verleihung des Charakters als Generalleutnant verabschiedet.
Zu Beginn des Ersten Weltkrieges reaktiviert, wurde er Kommandeur der 27. gemischten Landwehr-Brigade an der Westfront. Dallmers Brigade diente zunächst beim IX. Reserve-Korps bei Tirlemont und Löwen im Kampf gegen das belgische Heer und verstärkte ab dem 13. September 1914 den rechten Flügel der 1. Armee während der Aisneschlacht im Raum nordöstlich Compiegne bei Carlepont.
Am 3. April 1916 wurde er Kommandeur der 10. Reserve-Division, die während der Schlacht um Verdun am Westufer der Maas und im folgenden Herbst als Reserve in der Schlacht an der Somme eingesetzt war. Dallmer wurde für die Abwehrerfolge seiner Division in der Schlacht an der Aisne am 26. April 1917 mit der höchsten preußischen Tapferkeitsauszeichnung, dem Orden Pour le Mérite ausgezeichnet. Er erhielt am 8. Juni 1918 für die Erfolge seiner Division in der Frühjahrsoffensive zusätzlich auch das Eichenlaub zum Pour le Mérite verliehen.
Die Beförderung zum General der Infanterie erfolgte nach dem Krieg am 26. Januar 1920.

## Werke
- Geschichte des 5. Brandenburgischen Infanterie-Regiments Nr. 48. Berlin 1886.